# Ото Ран
Ото Вилхелм Ран (на немски: Otto Wilhelm Rahn; 18 февруари 1904 г., Михелщат – 13 или 14 март 1939 г., планината Куфщайн близо до град Куфщайн, Тиролските Алпи, Австрия) – немски писател и изследовател, археолог-любител, служител на Аненербе, Оберщурмфюрер от SS.

## Биография
Роден в благочестиво семейство. Първото дете на съдебния служител Карл Ран и съпругата му Клара Хамбургер.
Завършва хуманитарната гимназия в Бинген ам Рейн, а след като семейството се премества в Гисен, завършва гимназията на ландграф Лудвиг. Още през ученическите си години започнах да се интересувам от историята на еретическото катарско движение; това хоби в крайна сметка прераства в неговите лични религиозни вярвания. От 1922 до 1926 г. учи право, немска философия и история в Гисен, Хайделберг и Фрайбург. През 1925-1928 г. работи като пътуващ търговец в различни издателства.
От 1928 до 1932 г. той пътува много из Франция, Испания, Италия и Швейцария, където търси наследството на катарите. В Париж той влиза в кръга на писателите и учените, среща се с Морис Магре и спиритуалистката графиня Мариан Пужол-Мура, която е потомка на Есклармонд дьо Фуа, пламенен привърженик на катарите. През лятото на 1929 г. Ран живее известно време в провинция Лангедок, недалеч от руините на замъка Монсегюр, последното убежище на катарите. През това време той внимателно изследва руините и посещава пещерите Сабарт и Лонгрев в околностите на Монсегюр, където се намират средновековни символични изображения.
В края на 1932 г. Ран е обвинен в шпионаж от френското правителство и трябва да напусне Франция.
От 1933 г. Ран живее в Берлин, където резултатите от неговите изследвания привличат вниманието на шефа на SS и Аненербе Хайнрих Химлер, известен със своята склонност към религиозния мистицизъм. През 1935 г. той прави няколко изследователски пътувания до Вестервалд, Хесен и Бавария, през което време започва работа в отдела на Карл Вилигут в Щаба на SS за раса и заселване. Тезата на Ран, че катарите са германско дуалистично еретично движение от арийски произход, впечатлява толкова много Химлер, че той незабавно кани Ран да проведе изследването си под егидата на SS. В резултат на това Ран става служител на изследователското общество Аненербе и на 12 март 1936 г. се присъединява към редиците на SS и почти веднага получава ранг SS Unterscharführer. През лятото на 1937 г. участва в експедицията на Аненербе в Исландия.
Въз основа на резултатите от дългогодишните си изследвания Ран написва две книги: „Кръстоносният поход срещу Граала“ („Kreuzzug gegen den Gral“, 1933 г. ) и „Дворът на Луцифер“ („Luzifers Hofgesind“, 1937 г. ), които отразява възгледите си за историята на катаризма, анализ на средновековни легенди за Светия Граал и християнския мистицизъм.

## Позор и смърт
През 1937 г. Ран изпада в немилост. Хомосексуалността на Ран е била известна на Химлер и през 1937 г. става предмет на противоречия с други офицери от СС, които отдавна са противопоставяли поведението си на откритата хомосексуалност, преобладаваща в кръговете на щурмоваците на Ернст Рьом. След „пиянска хомосексуална свада“ като дисциплинарна санкция, Ран е назначен като пазач в концентрационния лагер Бухенвалд, а след това в концентрационния лагер Дахау, за да го „закали“. В самия край на 1938 г., разочарован от нацистката политика и дълбоко обезпокоен от това, което вижда в Дахау, Ран подава оставката си от SS през февруари 1939 г., докато все още носи ранга на Оберщурмфюрер. Химлер приема това предложение. На 13 март тялото на Ран е намерено от местни деца в клисура близо до Зьол (Куфщайн, Тирол) в Австрия. Шестдесет години по-късно, в интервю с Рюдигер Сюнер, един от хората, намерили тялото на Ран, казва, че е намерил „две празни бутилки“ до него. Смъртта на Ран е смятана за самоубийство, но Химлер го представя като резултат от „алпинистка злополука“. Според една от версиите той се е самоубил, като е приел цианид калий. Според други версии той е бил убит от агенти на СС или е инсценирал смъртта си. Друг вариант е да се извърши ритуално самоубийство в катарската традиция.

## Културно влияние
- Книгата „Кръстоносният поход срещу Граала“, която разказва, наред с други неща, за войните с албигойците (1181 – 1229), служи като основа за скандалното изследване „Светата кръв и Свещеният Граал“ от М. Бейджънт, Р. Лий и Г. Линкълн, по които Дан Браун създава книгата и филма „Шифърът на Да Винчи“.
- Той става прототип на Индиана Джоунс, герой от филми на Стивън Спилбърг и Джордж Лукас, а търсенето му на Граала се превръща в сюжет за първия филм от тази поредица за американския археолог Индиана Джоунс, „Похитителите на изчезналия кивот“.[5]
- Ото Ран и неговото изследване на руините на замъка Монсегюр са споменати в детективския роман на Еремей Парнов „Александрийската джема“ (глава тридесет и четвърта). Той също е второстепенен епизодичен герой в романа на А. Лазарчук и М. Успенски „Погледнете в очите на чудовищата” (трилогия „Маршът на Еклесиаста”). В романа той ръководи десанта на Аненербе в Шамбала и впоследствие, под впечатлението от нацистките лагери, помага на главния герой в борбата с рака.